# Nosopsyllus angorensis
Nosopsyllus angorensis är en loppart som beskrevs av Aktas 1999. Nosopsyllus angorensis ingår i släktet Nosopsyllus och familjen fågelloppor. Inga underarter finns listade i Catalogue of Life.